# Baros (Pekalongan Timur)
Baros is een bestuurslaag in het regentschap Pekalongan van de provincie Midden-Java, Indonesië. Baros telt 2658 inwoners (volkstelling 2010).